# 邢臧
邢臧（499年？—6世纪？），字子良，河間郡鄚县（今河北省雄县鄚州镇）人，南北朝北魏官员、文人，邢虬的长子。
邢臧幼年丧父，立下志向，广泛求学。神龟年间，二十一岁的他被举荐为秀才。魏孝明帝提出五条策问，邢臧的答卷成绩优异，考中后担任太学博士。正光年间，朝廷就是否修建明堂展开讨论，尽管邢臧的意见未被采纳，但他的广博见识在当时赢得了赞誉。后来，他出任瀛州中从事，得到乡里百姓的支持。永安元年（528年），被召回洛阳担任金部郎中，因患病未能赴任，转而调任东牟郡太守。当时北魏国内动荡不安，清廉的官吏为数不多，而邢臧坚守法规、洁身自好，深受官吏和民众的爱戴。永安二年（529年），李延寔以太傅、青州刺史的身份赴任时，邢臧作为属官随行，并兼任乐安国内史。之后，他被任命为濮阳郡太守，不久又被加授安东将军。邢臧曾为甄琛撰写行状，因文笔精妙而闻名。他还与裴敬宪、卢观兄弟结交，彼此传阅文集。他计划编纂一部名为《文谱》的书籍，结合古代文章，考证其作者及所属氏族，但尚未着手便因病去世。朝廷追赠他镇北将军、定州刺史，谥号文。他留存的文章有一百多篇。他的儿子邢恕，在北齐武平末年担任尚书屯田郎，隋朝开皇年间任尚书侍郎，最终在沂州长史任上去世。